# Landkreis Fürstenfeldbruck
Landkreis Fürstenfeldbruck ligger i den vestlige del af Regierungsbezirk Oberbayern i den tyske delstat Bayern . 

## Geografi
Nabolandkreise er mod nord Landkreis Dachau, mod øst den kreisfri by München og Landkreis München, mod syd Landkreis Starnberg, mod sydvest Landkreis Landsberg am Lech og mod nordvest Landkreis Aichach-Friedberg.
Landkreisen gennemløbes fra syd mod nordøst af floden Amper. Parallelt med den men længere mod nord løber den mindre flod Maisach.

## Trafik
I Landkreis Fürstenfeldbruck går to hovedjernbanelinjer: München-Augsburger Eisenbahn-Gesellschaft startede allerede i 1839/40 sin virksomhed. 
I 1873 åbnede Bayerischen Staatsbahn strækningen München – Fürstenfeldbruck – Geltendorf som i Kreisområdet benyttes som S-bane (S 8).
På den i 1903 byggede strækning München – Herrsching er der i dag udelukkende S-togstrafik. Det er linje 5, der går til byen Germering.
Der er kun persontrafik på jernbanenettet.
PÅ landevejen er der i og ved landkreisen på de tre sider motorvejene A 8 München-Stuttgart og A 99 med "Eschenrieder Spange" i nordøst og øst og A 96 München-Lindau i syd; dertil er der hovedvejene B 2 og B 471 der går gennem Landkreisen.

## Byer og kommuner
Kreisen havde 219320  indbyggere pr.  2018-12-31

| Byer 1. Fürstenfeldbruck, administrationsby (37677) 2. Germering, (40389) 3. Olching (27741) 4. Puchheim (21531) Verwaltungsgemeinschafte 1. Grafrath (Kommunerne Grafrath, Kottgeisering og Schöngeising) 2. Mammendorf (Kommunerne Adelshofen, Althegnenberg, Hattenhofen, Jesenwang, Landsberied, Mammendorf, Mittelstetten og Oberschweinbach) | Kommuner 1. Adelshofen (1713) 2. Alling (3903) 3. Althegnenberg (2024) 4. Egenhofen (3448) 5. Eichenau (11894) 6. Emmering (6713) 7. Grafrath (3854) 8. Gröbenzell (19967) 9. Hattenhofen (1543) 10. Jesenwang (1598) 11. Kottgeisering (1567) 12. Landsberied (1617) 13. Maisach (14179) 14. Mammendorf (4825) 15. Mittelstetten (1699) 16. Moorenweis (4109) 17. Oberschweinbach (1729) 18. Schöngeising (1880) 19. Türkenfeld (3720) |